# شلگل (تورینگن)
شلگل (به آلمانی: Schlegel) یک شهر در آلمان است که در زاله-ارلا واقع شده‌است. شلگل ۳۸۰ نفر جمعیت دارد.